# 塩化銅(I)
塩化銅(I)（えんかどう(I)、英: Copper(I) chloride）は、1価の銅と塩素とで構成され、組成式CuClで表される無機化合物である。白色固体でほとんど水に溶けないが、空気酸化により緑色固体の塩化銅(II)が生成する。ルイス酸の一種であり、アンモニアや塩化物イオンなどとは水溶性の錯体を形成する。日本では毒物及び劇物取締法により劇物に指定されている。
水溶液中では不安定であり、不均化により銅と塩化銅(II)が生成する。しかしながらほとんど水に溶けないため、見かけ上は安定であるように見える。

## 化学的性質
塩化銅はルイス酸であり、HSAB則に従うとソフトな酸に分類される。このためトリフェニルホスフィンのようなソフトなルイス塩基と安定な錯体を形成しやすい
CuCl + PPh
3  →  [CuCl(PPh
3)]
4
塩化銅は水に不溶であるが、適切な配位子があれば水に溶解する。ハライドイオンと容易に錯体の形成が可能であり、たとえば濃塩酸中ではH3O+ CuCl2-といったイオン対を形成し溶解する。他にもシアン化物イオン(CN-)やチオ硫酸イオン(S2O32-)、アンモニア(NH3)などと錯体を形成する。
塩酸やアンモニアを含む水中に溶解した塩化銅(I)溶液は一酸化炭素を吸収し、ハロゲンで架橋した構造の二量体[CuCl(CO)]2（無色固体）を形成する。また塩酸に溶解した塩化銅(I)溶液はアセチレンガスとも反応し、CuCl(C2H2)を形成する。一方アンモニアに溶解した塩化銅(I)は、アセチレンガスと反応すると爆発性の銅アセチリドを生成する。アルケンと塩化銅(I)の錯体を得るには、アルケン存在下で塩化銅(II)を二酸化硫黄により還元すればよい。1,5-シクロオクタジエンのようなキレート能をもつアルケンとの錯体は特に安定である。
メチルリチウム(CH3Li)のような有機金属化合物とも反応し、ギルマン試薬である(CH3)2CuLiが生成する。グリニャール試薬も同様に生成する。これらの試薬は有機合成化学において多用されている。

## 合成
塩化銅(I)は硫酸銅などの2価の銅塩を二酸化硫黄や金属銅などで還元することで得られている。この二酸化硫黄を用いる場合は、亜硫酸水素ナトリウム(NaHSO3)やピロ亜硫酸ナトリウム(Na2S2O5)に酸を反応させin situで二酸化硫黄を発生させている。塩酸中でこの反応は進行し、まず塩化物イオンとの複合体CuCl−
2の溶液が得られる。この溶液を大量の水で薄めると化学平衡により塩化物イオンが取り除かれ、塩化銅(I)の沈殿が得られる。
NaHSO
3(aq) + HCl(aq)  →  SO
2(aq) + NaCl + H
2O(l)
2 CuSO
4(aq) + SO
2(aq) + 2 H
2O(l) + 4 HCl(aq)  →  2 HCuCl
2(aq) + 3 H
2SO
4(aq)
HCuCl
2(aq) + H
2O(l)  →  CuCl(s) + H
3O+(aq) + Cl−(aq)

## 利用
塩化銅(I)は様々な有機化学反応の触媒として非常によく用いられる。他の「ソフトな」ルイス酸と比較すると、塩化銀(I)や塩化パラジウム(II)は比較的無毒であるが塩化銅(I)の方が安価であり、塩化鉛(II)や塩化水銀(II)より毒性が低いという特徴をもつ。また銅の価数を2価や3価に調節可能であり、酸化還元を伴う反応において触媒サイクル中に組み込まれやすい。これらの特徴のため塩化銅(I)をはじめとする1価の銅塩は有用な反応試剤となり得る。
一例としてザンドマイヤー反応が挙げられる。芳香族ジアゾニウム塩を塩化銅(I)で処理すると芳香族塩化物が得られる。
この反応は広く使われており、収率も良い。
1941年、グリニャール試薬に塩化銅(I)をはじめとする1価の銅ハロゲン化物を付加するとα,β－不飽和ケトンの1,4-付加反応が効率的に進行するという報告がなされた。この報告から有機銅化合物についての研究がさかんに行われるようになり、2006年現在では有機合成化学において広く用いられている。
ヨウ化銅(I)などの他の1価の銅塩も同様に広く用いられているが、塩化銅(I)を用いた方が効果的な反応も存在する。

## 注意
毒性があるため、手袋やメガネを着用して取り扱う必要がある。アルキン類と接触させると危険である。ラットを用いた染色体異常試験では陽性を示すなど、変異原であるため取扱いに注意しなければならない。